# Ardrahan
Ardrahan (irl.: Ard Raithin) – wieś w hrabstwie Galway w Irlandii.